# أوزوي
أوزوي Oswy المعروف أيضا باسم أو أوزويو Oswiu أو أوزويغ Oswig (بالإنجليزية القديمة: Ōswīg) (حوالي 612 – 15 فبراير 670)، كان ملك برنيسيا في شمال إنجلترا من عام 642 حتى وفاته. وهو أحد أبناء أثيلفريث ملك برنيسيا، وأصبح ملكا بعد وفاة أخيه أوزوالد في 642. وخلافا لأخيه أوزوالد، فقد كافح أوزوي في أغلب سنوات حكمه لبسط سلطته على ديرا، وهي إحدى مملكتين أنجلو سكسونيتين شكلتا مملكة نورثمبريا في العصور الوسطى، والأخرى هي برنيسيا.
تربى أوزوي وإخوته في المنفى في مملكة دالريادا الاسكتلندية بعد وفاة والدهم على يد إدوين ملك ديرا، ولم يعودوا إلا بعد وفاة إدوين في 633. تولى أوزوي العرش بعد مقتل شقيقه أوزوالد في معركة ضد بيندا ملك مرسيا. شهدت سنوات حكمه الأولى صراعا لفرض سيطرته على ديرا وكذلك صراعه مع بيندا الذي كان يدين له بالولاء. وفي عام 655، قتل بيندا على يد قوات أوزوي الذي حقق نصرا حاسما في معركة وينواد، وبهذا أصبح أوزوي أحد أقوى الحكام في بريطانيا. أمّن أوزوي سيطرته على مملكة ديرا، وجعل ابنه ألفريث ملكا تابعا،  ولثلاث سنوات تلت، امتدت سلطة أوزوي على مملكة مرسيا، فأكسبه اعتراف باقي الزعماء ليكون زعيما على أجزاء كثيرة من بريطانيا العظمى.
كان أوزوي مسيحيا مخلصا، ونشر الدين بين رعاياه، وأقام عددا من الأديرة، بما في ذلك دير غيلنغ ودير ويتبي. تربى أوزوي على تعاليم الكنيسة المسيحية الكلتية التي كانت منتشرة في أيرلندا واسكتلندا، وذلك بدلا من التعاليم الرومانية التي مارستها ممالك الأنجلو ساكسون الجنوبية وكذلك بعض النبلاء في ديرا، بما في ذلك عقيلته إينفلاد. وفي عام 664، ترأس أوزوي مجمع ويتبي، حيث تناقش رجال الدين على تعاليم الكنيستين، وساعد في حل التوتر بين الطرفين بأن أعلن أن نورثمبريا ستتبع الأساس الروماني. توفي أوزوي في عام 670 وخلفه ابنه إغفريث.